# Martin Kunz (Kunstkurator)

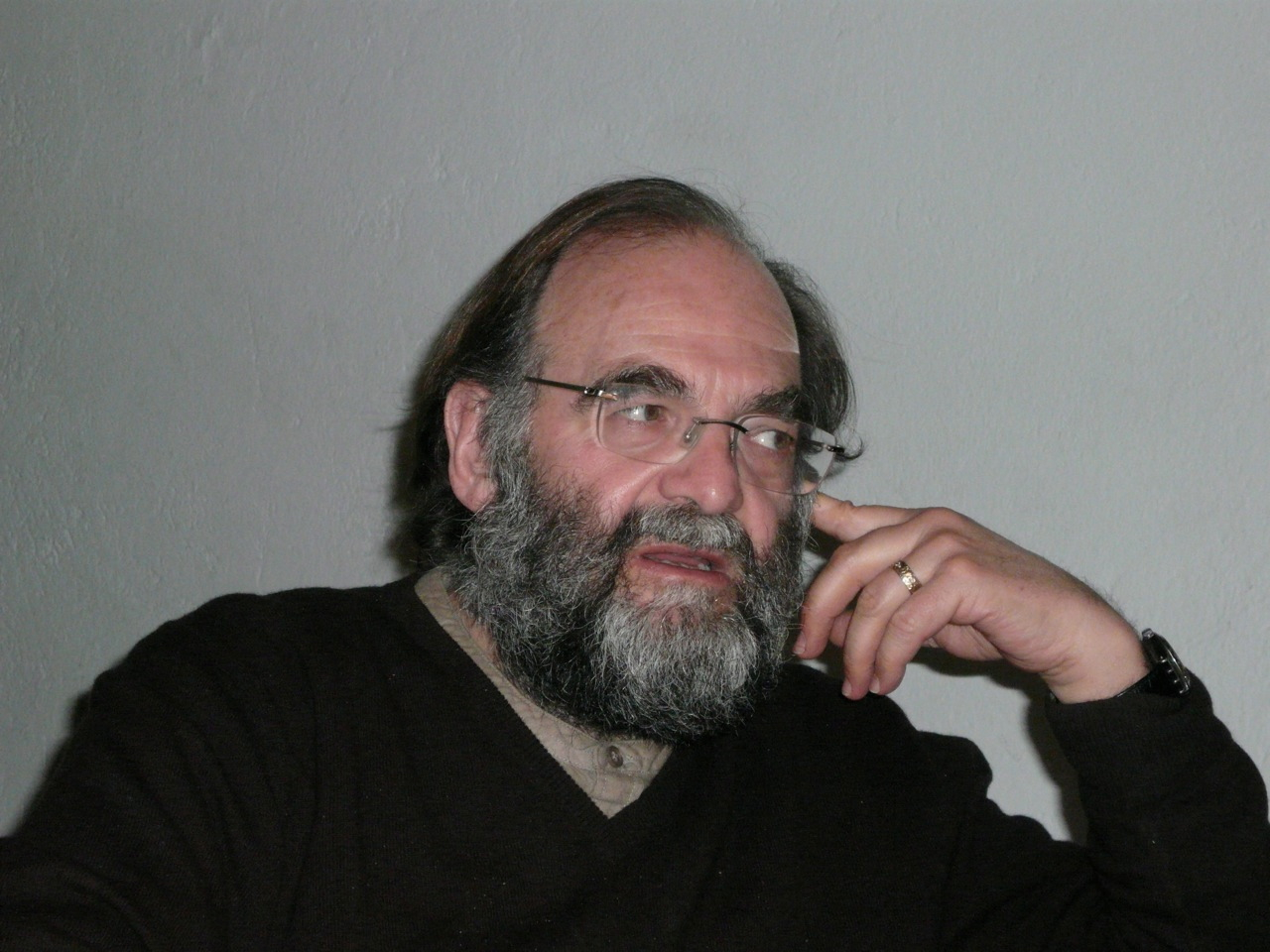
Martin Kunz (2008)

Martin Kunz (* 6. Oktober 1947 in Basel; † 25. Oktober 2021 in Lugano) war ein Schweizer Kunsthistoriker und Kurator.

## Leben und Wirken
Martin Kunz wurde 1947 in Basel geboren. Von 1967 bis 1972 studierte er Kunstgeschichte, Archäologie und Philosophie in Basel, wo er mit einer Arbeit über Marcel Duchamp abschloss. Anschliessend forschte er am Courtauld Institute in London zur britischen Industriearchitektur. Nach seiner Zeit als freiberuflicher Kritiker und Kurator wurde er 1977 als Nachfolger von Jean-Christophe Ammann zum Direktor des Kunstmuseums Luzern ernannt, wo er zwölf Jahre blieb. In den 1980er Jahren verband er seine institutionelle Rolle als Direktor mit einer Tätigkeit als unabhängiger Kurator, beispielsweise für die Biennale von Venedig, wo er in Zusammenarbeit mit Michael Compton, Harald Szeemann und Achille Bonito Oliva die Ausgabe 1980 kuratierte. Nachdem er seine Tätigkeit am Kunstmuseum in Luzern abgeschlossen hatte, zog er nach New York, wo er die «New York Kunsthalle» gründete. Anfang der 2000er Jahre kehrte er in die Schweiz zurück, wo er für kurze Zeit das Stadtmuseum von Ascona leitete und K10-Kunzarchive gründete, einen unabhängigen Ausstellungsraum, der auch zu einem persönlichen Archiv wurde.
Er starb im Oktober 2021 im Alter von 74 Jahren nach langer Krankheit. 2022 wurden Archiv und Bibliothek von Martin Kunz von der Biblioteca dell’Accademia di architettura di Mendrisio erworben.

## Publikationen (Auswahl)
- Conversione dell’azione fisica in intensità psichica dell’immagine (nella pittura, nel disegno, o nell’ambiente). In: La Biennale di Venezia settore Arti Visive. Catalogo generale 1980. Edizioni La Biennale di Venezia, Venedig 1980.
- Arte Svizzera ’70–’80: Regionalismo/internazionalismo. Bilancio di un nuovo atteggiamento dell’arte svizzera degli anni Settanta. Kunstmuseum, Luzern, Luzern 1981.
- Giulio Paolini, Hortus Clausus: 29.3.–3.5.1981. Kunstmuseum Luzern, Luzern 1981.
- Schweizer Kunst ’70–’80: Regionalismus/Internationalismus, Bilanz einer neuen Haltung in der Schweizer Kunst der 70er Jahre am Beispiel von 30 Künstlern. Kunstmuseum Luzern, Luzern 1982.
- Suspended, light: Alexander Fischer & Juan Uslé. Swiss Institute, New York 1991.

## Ausstellungen (Auswahl)
- 1979: Joseph Beuys: Spuren in Italien, Kunstmuseum Luzern.
- 1980: L’arte negli anni Settanta, XXXIX Esposizione internazionale d’arte della Biennale di Venezia.
- 1981: Schweizer Kunst ’70-’80: Regionalismus/Internationalismus, Bilanz einer neuen Haltung in der Schweizer Kunst der 70er Jahre am Beispiel von 30 Künstlern, Kunstmuseum Luzern.
- 1981: Arte Svizzera ’70/’80, MAMBO, Bologna.
- 1987/1988: Edinburgh International – reason and emotion in contemporary art, Royal Scottish Academy, Edinburgh.
- 1991: Suspended, light: Alexander Fischer & Juan Uslé, Swiss Institute, New York.
- 1993: Felix Droese: Vanishing Images, New York Kunsthalle.